# Тіханкова Анастасія Іванівна
Анастасія Іванівна Тіханкова (1932-1989) — радянський працівник сільського господарства, доярка, Герой Соціалістичної Праці.

## Біографія
Народилася в 1932 році в селищі Холодний Ключ Альметьєвського району Татарської АРСР. У роки Другої світової війни сім'я переїхала в селище Березівка цього ж району. Тут Анастасія Іванівна жила до кінця життя.
Свій трудовий шлях розпочала в ранні роки — дівчинкою допомагала дорослим у радгоспі: різноробочою, пташницею, свинаркою. Потім, з 1945 року доглядала за телятами. У 1951 році керівництво радгоспу «Перемога» запропонувало Тіханковій працювати дояркою, як і її мати — Ганна Яківна, яка теж була тваринником. Анастасія була учасницею соціалістичного змагання доярок району, а за підсумками виконання семирічного плану стала однією з кращих доярок республіки, досягнувши отримання 4000 кг молока від кожної закріпленої корови в рік.
А.І. Тіханкова займалася громадською діяльністю, обиралася депутатом Борискинської сільської та Альметьєвської районної рад, депутатом Верховної Ради Татарської АРСР, була членом КПРС. Після виходу на пенсію передавала свій досвід молодим тваринникам.
Померла у 1989 році в Єлабузі.

## Нагороди
- У 1972 році А.І. Тіханковій присвоєно звання Героя Соціалістичної Праці з врученням ордена Леніна.
- Також нагороджена орденом Трудового Червоного Прапора (1961), орденом Леніна (1966) і медалями, серед яких «За трудову відзнаку».